# The Circle (Wipers)
The Circle es el sexto álbum de estudio de la banda de punk rock Wipers, fue lanzado por la discográfica Restless en el año 1988. The Wipers fue un grupo formado en Portland, Oregón, a finales de los años 80. Su estilo fue aclamado por la crítica de su tiempo.

## Lista de canciones
Todas las canciones fueron escritas por Greg Sage.
1. "I Want a Way" - 2:35
2. "Time Marches On" - 2:50
3. "All the Same" - 3:36
4. "True Believer" - 3:54
5. "Good Thing" - 2:28
6. "Make or Break" - 3:40
7. "The Circle" - 4:33
8. "Goodbye Again" - 3:19
9. "Be There" - 2:48
10. "Blue & Red" - 3:06